# Droga wojewódzka nr 641
Droga wojewódzka nr 641 (DW641) – droga wojewódzka przebiegająca przez województwo pomorskie o długości 7 km. Zaczyna się w Lipiej Górze na skrzyżowaniu z DW623 a kończy w Rzeżęcinie na skrzyżowaniu z DW234.

## Miejscowości leżące przy trasie DW641
- Lipia Góra (DW623)
- Gąsiorki
- Olszówka
- Rzeżęcin (DW234)